# Miss Italia 1952
Miss Italia 1952 si svolse per la prima volta a Merano, in un'unica serata il 21 settembre 1952. Vinse la ventenne Eloisa Cianni, di Roma. L'organizzazione è diretta da Dino Villani.

## Risultati
| Risultato finale | Concorrente                         |
| ---------------- | ----------------------------------- |
| Miss Italia 1952 | - – Eloisa Cianni (Miss Toscana)    |
| 2ª classificata  | - – Marina Paolucci (Miss Liguria)  |
| 3ª classificata  | - – Marisa Valenti (Miss Lazio)     |
| 4ª classificata  | - – Carla Venditti (Miss Lombardia) |
| 5ª classificata  | - – Claudette Righi (Miss Emilia)   |
| Miss Cinema      | - – Lyla Rocco                      |